# اچ‌ام‌ای‌اس گیمپی
اچ‌ام‌ای‌اس گیمپی (به انگلیسی: HMAS Gympie) یک کشتی بود که طول آن ۱۸۶ فوت (۵۷ متر) بود. این کشتی در سال ۱۹۴۲ ساخته شد.